# 잘못은 우리 별에 있어
《잘못은 우리 별에 있어》(The Fault in Our Stars)는 존 그린의 소설이다. 2014년 영화화되어 《안녕, 헤이즐》이라는 이름으로 공개되었다.